# Niederländische Badmintonmeisterschaft 1982
Die Niederländische Badmintonmeisterschaft 1982 war die 41. Austragung der nationalen Titelkämpfe im Badminton in den Niederlanden.

## Sieger und Finalisten
| Disziplin    | Gold                            | Silber        |
| ------------ | ------------------------------- | ------------- |
| Herreneinzel | Guus van der Vlugt              | Lex Coene     |
| Dameneinzel  | Joke van Beusekom               | Marjan Ridder |
| Herrendoppel | Herman Leidelmeijer Rob Ridder  |               |
| Damendoppel  | Joke van Beusekom Marjan Ridder |               |
| Mixed        | Rob Ridder Marjan Ridder        |               |